# Whistle (próxima película)
Whistle es una próxima película de terror estadounidense, dirigida por Corin Hardy y escrita por Owen Egerton. Está protagonizada por Dafne Keen, Sophie Nélisse, Nick Frost, Sky Yang, Percy Hynes White, Ali Skovbye y Michelle Fairley.

## Premisa
Un grupo de inadaptados de instituto se topan sin querer con un antiguo silbato de la muerte azteca. Al soplarlo, el silbato invoca sus muertes futuras para darles caza. A medida que aumenta el número de cadáveres, investigan la historia del artefacto con la esperanza de detener la secuencia de acontecimientos que han puesto en marcha.

## Reparto
- Dafne Keen
- Sophie Nélisse
- Sky Yang
- Nick Frost
- Ali Skovbye como Grace Friedkin
- Percy Hynes White
- Michelle Fairley
- Lanette Ware como Maya Jackson
- Mika Amonsen como Tanner

## Producción
Whistle fue escrita por Owen Egerton a partir de una adaptación de su relato corto y dirigida por Corin Hardy. Es una coproducción canadiense e irlandesa y producida por David Gross para No Trace Camping y Macdara Kelleher para Wild Atlantic Pictures.  En octubre de 2023, Dafne Keen, Sophie Nélisse, Sky Yang, Percy Hynes White y Nick Frost se incorporaron al reparto.
La Fotografía principal tuvo lugar en Toronto, Ontario, del 15 de noviembre de 2023 al 19 de enero de 2024. Las escenas se rodaron en la Delta Secondary School, en una casa de Aberdeen Avenue, y en la Rockton World's Fair. 

## Lanzamiento
En octubre de 2023, Black Bear Pictures se encargó de las ventas en el mercado estadounidense y canadiense (doméstico).